# Podboršt pri Komendi
Podboršt pri Komendi je naselje v Občini Komenda. Vas je dobila ime Podboršt - pod borštom (gozdom) - začetkom tunjškega gričevja.